# آرامگاه داریوش بزرگ
آرامگاه داریوش یکم گوری صخره‌ای در کوه حاجی‌آباد نقش رستم است که در بلندای ۲۶ متری از تراز زمین جای گرفته است و سنگ‌نبشته‌ای در آن جای دارد که نشان می‌دهد مقبره از آن داریوش یکم است. داریوش بزرگ در اکتبر ۴۸۶ پیش از میلاد درگذشت و در این آرامگاه که در دل کوهی سنگی تراشیده بود، جای گرفت. وی در سال ۵۲۲ پیش از میلاد به تخت نشست و پس از ۳۶ سال پادشاهی، به مرگ طبیعی درگذشت.
گویا داریوش ساخت آرامگاه خود را هم‌زمان با ساخت کاخ آپادانای شوش و تخت جمشید در سال ۵۱۹ پیش از میلاد آغاز کرده و ساخت آن روزگاری پیش از مرگش پایان یافته‌بود. با رویکرد به اینکه گذشت سده‌ها، بیش از ۵ متر خاک در پای صخره انباشته است، در گذشته این آرامگاه بلندتر و پرهیبت‌تر از امروزه بوده و بلندای آن به ۳۸ متر می‌رسیده است. پیکره و گسترهٔ نمای بیرونی آرامگاه و ویژگی‌های درونی آن، سراسر نوآوری است.
نمای بیرونی آرامگاه که در صخره‌ای به بلندای ۶۰ متر کنده شده، همانند چلیپایی است با بلندای ۲۲ متر که پهنای هر یک از بازوان آن، ۱۰٫۹۰ متر است. در بخش بالایی آرامگاه، داریوش بر اورنگی که مردم سرزمین‌های گوناگون بر دوش دارند، ایستاده و نماد فروهر بر فراز او و آتشدان شاهی در برابرش کنده‌کاری شده‌اند. درون آرامگاه ۹ گور وجود دارد که نشان می‌دهد افزون بر داریوش، نزدیکان وی نیز در آنجا آرمیده‌اند. بخش بیرونی آرامگاه دارای دو سنگ‌نبشته به زبان‌های فارسی باستان، عیلامی و اکدی است که آوا و گفتاری مانند وصیت‌نامه و اندرزنامه دارد.
کوه حاجی‌آباد و پیرامون نقش رستم در بین مردم بومی به حسین کوه، کوه استخر یا کوه نِفِشت نامور است ولی کتزیاس از آن با نام کوه دوگنبدان یاد می‌کند و می‌گوید: «داریوش فرمان داد تا در کوه دوگنبدان آرامگاهی درآوردند. این کار چنان‌که خواست وی بود، انجام شد.» دیودور سیسیلی (کتاب ۱۷، بند ۷۱) نیز آرامگاه‌های نقش‌رستم را این گونه یاد کرده است که راهی برای ورود به آرامگاه‌ها نبوده و تابوت را با کمک ابزارهایی به درون آرامگاه وارد می‌کرده‌اند.

## مشخصات آرامگاه

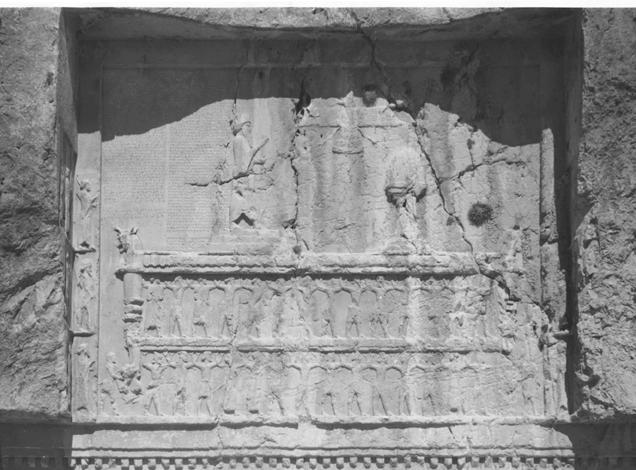

پیکره و گسترهٔ نمای بیرونی آرامگاه و ویژگی‌های درونی آن، سراسر نوآوری است. و هیچ نمونهٔ همانندی برای آن در خاور نزدیک، مصر و یونان پیدا نشده است. تنها چند گور صخره‌ای در شمال غربی ایران و کردستان عراق یافت شده است که مدت‌ها به عنوان گور مادی و الگوی کار داریوش پنداشته می‌شد اما اینک روشن شده است که این آرامگاه‌ها خود، برگرفته از آرامگاه داریوش است. داریوش و جانشینانش آرامگاه‌های در سنگ کنده‌شده فراهم می‌آوردند. پس از آن‌ها، در دوره‌های آینده این روش کمابیش به صورت‌های گوناگون رواج پیدا کرد و تا زمان آل بویه (سدهٔ دهم میلادی) ادامه یافت، چنان‌که آرامگاه‌های پادشاهان آل بویه در کوه‌های اطراف ری، نزدیک تهران، هم از این دست آرامگاه‌های در سنگ درآورده شده‌اند.
شاخهٔ بالایی آرامگاه، نگارهٔ اورنگی را نشان می‌دهد که پایه‌های آن مانند پنجه‌های شیر ساخته شده و بیست و هشت نفر در دو ردیف چهارده‌تایی آن را بر روی دست گرفته‌اند و دو نفر هم سر و ته آن را در دست دارند. داریوش در جامهٔ پارسی و با کمانی در دست چپ، بر روی سکویی سه‌پله‌ای ایستاده و دست راستش را به سوی آتشدان، تا نیمه بالا آورده و بالای سرش نماد فروهر جای دارد و در گوشهٔ راست، دایرهٔ کاملی که هلالی در درون دارد، دیده می‌شود. در دو سوی داریوش، چند شخص دیگر نیز کشیده شده‌اند که یاران و نزدیکان وی بوده‌اند.
بر دو شاخه‌ی‌میانی آرامگاه، نمای کاخی که در ورودی آن، به راهرویی وارد می‌شود نقش شده است و درون آن سه اتاقک جای دارد که هرکدام دارای سه گور صندوق‌مانند هستند.
شاخهٔ پایینی صلیب، بی‌نقش است و برای ایجاد دشواری در صعود، صیقل خورده است.
درست در زیر آرامگاه داریوش، دو سنگتراشی بزرگ از دورهٔ ساسانی قرار دارد که هر دو، نبرد شهریارانی اسب‌سوار را نشان می‌دهد که دشمنان خود را نگونسار کرده‌اند. نقش پایانی احتمالاً و نقش بالایی به قطعیت، از آن بهرام دوم شاه ساسانی است.

### نقوش بالایی
چشمگیرترین قسمت بالایی آرامگاه، پیکر تراشیدهٔ داریوش بزرگ است که ۲٫۷۰ متر بلندی دارد و در سمت چپ مجلس، به‌حالت نیم‌رخ و روبه سمت راست، بر سکویی سه‌پلّه‌ای ایستاده است. وی تاجی کنگره‌دار بر سر نهاده و ردایی بلند و گشادآستین و پُرچین و شکن به‌تن کرده است. کفشش ساده و نیم‌تنه‌اش را کمربندی استوار نموده، ریشش بلند و حلقه‌حلقه است و مویش را پیچ‌درپیچ در پشت سر انبوه کرده و آراسته است، حلقه‌ای از گوش آویخته و دستبندهایی نقش دار بر مچ دارد. وی با دست چپ یک کمان را گرفته است و دست راستش را به حالت نیایش، رو به جلو آورده و با کف و انگشتان به‌سوی آتشدان و نماد فروهر دراز کرده است.

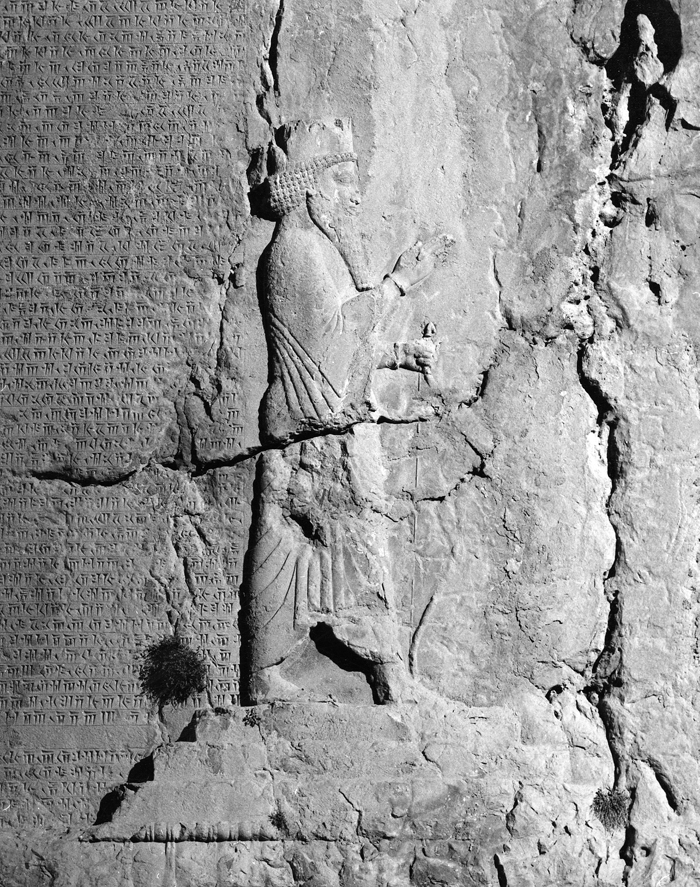

روبروی داریوش، آتشی در آتشدان، فروزان است که می‌تواند آتشِ ستایشگر اهورامزدا، در محراب باشد. این آتشدان ساقه‌ای تقریباً مکعب مستطیل دارد که در آن طاقچه‌ای کنده شده و زیرش سکویی با سه پایهٔ مکعبی است که هرکدام کوچکتر از دیگری است. این آتشدان با تفاوت‌هایی اندک در همهٔ نقش‌های آرامگاه‌های هخامنشی تکرار شده است.
در بالاترین بخش صحنه، نشان موسوم به نماد فروهر که حالت نیمرخ دارد، در مقابل داریوش جای گرفته و دست راستش را کمی بالا آورده و رو به جلو دراز کرده است و با دست دیگر حلقه‌ای را در دست دارد. ریشهٔ حلقهٔ بالدار از مصر است و در هنر آشوری، نماد قدرت شاهی و شخص شاه به‌شمار می‌رفته که شاه را در میان گردهٔ خورشید نشان می‌داده اما در هنر هخامنشی بالهای این نشان را کشیده‌تر کردند و پیکرهٔ انسان‌نمای آن را از میان خورشید بیرون کشیدند. به قطعیت نمی‌توان مفهوم این نماد را تشخیص داد، چنان‌که برخی از ایران‌شناسان آن را نماد اهورامزدا می‌دانند که در حال سپردن حلقهٔ فرمانروایی به داریوش است و عده‌ای دیگر آن را مثال روحانی و همزاد داریوش می‌دانند که نیرویی از مثال تمام جهان و اهورامزدا را دربردارد و از وی پشتیبانی می‌کند و در نهایت، برخی هم آن را فرهٔ کیانی می‌دانند.

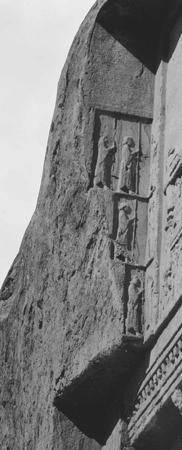

در گوشهٔ بالایی سمت راست صحنه و هم‌سطح با نماد فروهر، یک دایرهٔ کامل که هلالی در درون دارد، دیده می‌شود. این گوی می‌تواند نگارهٔ توأمان ماه و خورشید (شب و روز) یا نگارهٔ ماه در دو هنگام بدر و هلال باشد. اما به عقیدهٔ شاپور شهبازی، چون این هلال رو به پایین و قرص‌دار است، نشان‌دهندهٔ ماه شب‌های بیستم تا بیست‌ودوم در ایران است و ممکن است به رمز، پایان عمر داریوش را بیان کرده‌باشد.
شاخهٔ بالایی آرامگاه، تصویر اورنگی را نشان می‌دهد که پایه‌های آن به شکل پنجه‌های شیر ساخته شده و ۲۸ نفر در دو ردیف چهارده‌تایی، اریکهٔ شاهنشاهی را بر روی دست گرفته و دو نفر هم سر و ته آن را در دست دارند. لبه‌های تخت به نقوش گلبرگ‌های عمودی و موازی، مزین است. دو رده از اورنگ‌بران تخت شاهی را بر سر دست‌ها گرفته‌اند و همهٔ آن‌ها مسلح‌اند و با دقتی که می‌توان گفت علمی است، از یکدیگر متمایز گشته‌اند. سر همهٔ آن‌ها نیمرخ است ولی بازو تا کمرشان از روبه‌رو و پاهایشان دوباره از نیمرخ نمایان شده است.
ملیت آن‌ها به سه خط میخی پارسی‌باستان، عیلامی و اکدی در کنارشان با عباراتی همچون «این است پارسی»، «این است مادی» و… مشخص شده است. گرچه همین نقش بر فراز همهٔ آرامگاه‌های شاهان هخامنشی بعد از داریوش حجاری شده ولی فقط در اینجا دارای کتیبه است. این نقش را می‌توان به عنوان تجلی فلسفهٔ مشارکت در نظر گرفت. چنین نقش‌هایی، حتی پس از مرگ، اقتدار، استواری و فرمانروایی شاه را به ذهن می‌آورد. وجود این مجلس در آرامگاه داریوش، کوششی برای یادآوری شکوه و بیانگر دوام قدرت خاندان شاه حتی پس از مرگ است.
دیواره‌های دو جانب شاخهٔ بالایی صلیب نیز دارای نقش هستند که سه نقش در سمت چپ و سه نقش در سمت راست، تراشیده شده است. از این نقش‌ها، دو نقش دارای کتیبه‌اند؛ یکی نگارهٔ گئوبروه که نیزهای در دست دارد و به‌واسطهٔ کتیبه‌ای سه‌زبانه که در بالای سرش نوشته شده، گئوبروه، نیزه‌دار داریوش‌شاه شناسانده شده است و دیگری اسپه‌کانه، که تبرزینی در دست راست و کمانی در دست چپ دارد و اسپه‌کانهٔ کماندار، که تبرزین داریوش‌شاه را حمل می‌کند معرفی شده اما از هویت چهار نقش دیگر اطلاعی در دست نیست ولی چون گئوبروه و اسپه‌کانه دو تن از نجبای هفتگانه هخامنشیاند که در کشتن گئومات و به شاهی رساندن داریوش، نقش داشته‌اند. می‌توان یقین کرد که چهار شخص دیگر منقوش بر دیواره‌های کناری هم، از نجبای هفتگانه هخامنشی همراه داریوش بوده‌اند.
بر دیوارهای درونی، سه غیرنظامی در سمت راست و چهار نظامی در سمت چپ آرامگاه وجود دارد که روی هم هفت نفر می‌شوند. دربارهٔ هویت و موقعیت اجتماعی و سیاسی این افراد نیز اطلاعاتی در دست نیست.

### بخش میانی
بخش میانی نمای بیرونی آرامگاه، با چهارستون به فاصلهٔ ۳٫۱۵ متر و سرستون‌های کله‌گاوی، سقف افقی ایوان را که چهار تیرک دارد بردوش گرفته و در وسط، دری به درون آرامگاه باز شده است. و چنان‌که اشمیت متوجه شده، کاخ منقوش بر جبههٔ میانی آرامگاه در بیشتر خصوصیات همانند کاخ تچر است و همان را هم پادشاهان دیگر تقلید کرده‌اند. همانندی در خصوصیات کلی به شرح زیر است:
| ویژگی‌ها            | کاخ تچر       | نقش آرامگاه   |
| ------------------ | ------------- | ------------- |
| عرض ایوان          | ۱۸٫۶۰ متر     | ۱۸٫۵۷ متر     |
| زیر ستون‌ها         | مکعب دو پله‌ای | مکعب دو پله‌ای |
| بلندی جرزهای جانبی | ۷٫۶۳ متر      | ۷٫۵۳ متر      |
| فاصلهٔ میان ستون‌ها  | ۳٫۱۵ متر      | ۳٫۱۵ متر      |
| پهنای درگاه        | ۱٫۳۸ متر      | ۱٫۴۰ متر      |

برابری این ابعاد نمی‌تواند از روی تصادف باشد و ظاهراً قصد داریوش تکرار نمای عمومی کاخ شخصی‌اش (تچر) بر دیوارهٔ نقش رستم بوده است. دلیل این کار را می‌توان ناشی از آن دانست که داریوش تفاوتی میان خانهٔ این‌جهانی و سرای ابدی خود نمی‌دید.

### درون آرامگاه

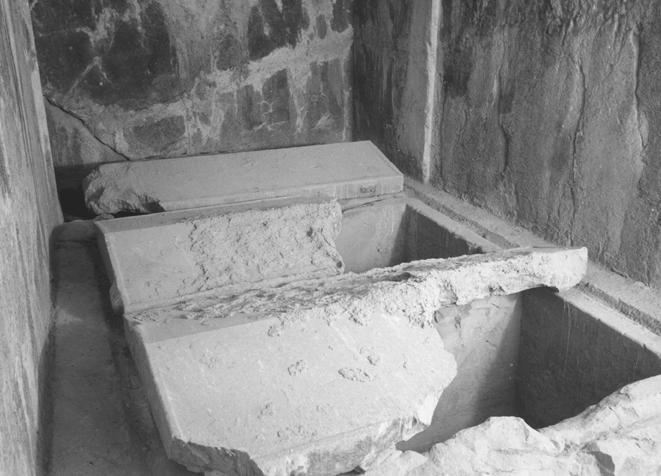
سه قبر در اندرونی آرامگاه داریوش بزرگ

در درون آرامگاه، ایوانی دراز و کم‌عرض تراشیده شده که با درگاهی به درون راهرویی بلند و باریک هدایت می‌شود. محور طولی این راهرو موازی با جبههٔ بیرونی آرامگاه است و ۱۸٫۷۲ متر درازی، ۲٫۱۳ متر پهنا و ۳٫۷۰ متر بلندی دارد و سقفش کاملاً مسطح می‌باشد. این راهرو دارای سه اتاقک است که در کف راهرو کنده شده‌اند؛ یکی از آن‌ها درست روبه‌روی در ورودی و دو اتاقک دیگر در سمت چپ قرار دارند و هرکدام ۲٫۸۰ متر پهنا و ۴٫۷۵ متر درازا دارند، سقفشان صاف و همسطح سقف راهرو است. کف هر اتاقک ۱٫۰۵ متر از کف راهرو بالاتر است که در کف آن‌ها سه حفرهٔ مستطیل شکل صندوق مانند کنده‌اند که ۲٫۱۰ متر طول و ۱٫۰۵ ژرفا دارند و این سه حفره برای جای‌دادن مردگان ساخته شده بود و برای اینکه بخار و چکهٔ آب ناشی از نم یا نفوذ باران درون صندوق‌های سنگی را خیس نکند، آبراهه‌های بسیار باریکی در سه طرف اتاقک‌ها کنده شده تا آب را به درون جوی باریکی در کف راهرو، هدایت کند و به بیرون بریزد. در دیوارهٔ راهرو و اتاق‌ها هیچ‌گونه نگاره و نبشته‌ای وجود ندارد.
هیچ نشانه و مدرکی برای انتساب ۹ قبر درون آرامگاه به افراد مشخصی، در دست نیست. حتی در خود تابوت‌ها هم چندان اختلاف و مزیتی دیده نمی‌شود، که بتوان یکی از آن‌ها را تابوت داریوش انگاشت.

## سنگ‌نوشته‌های آرامگاه

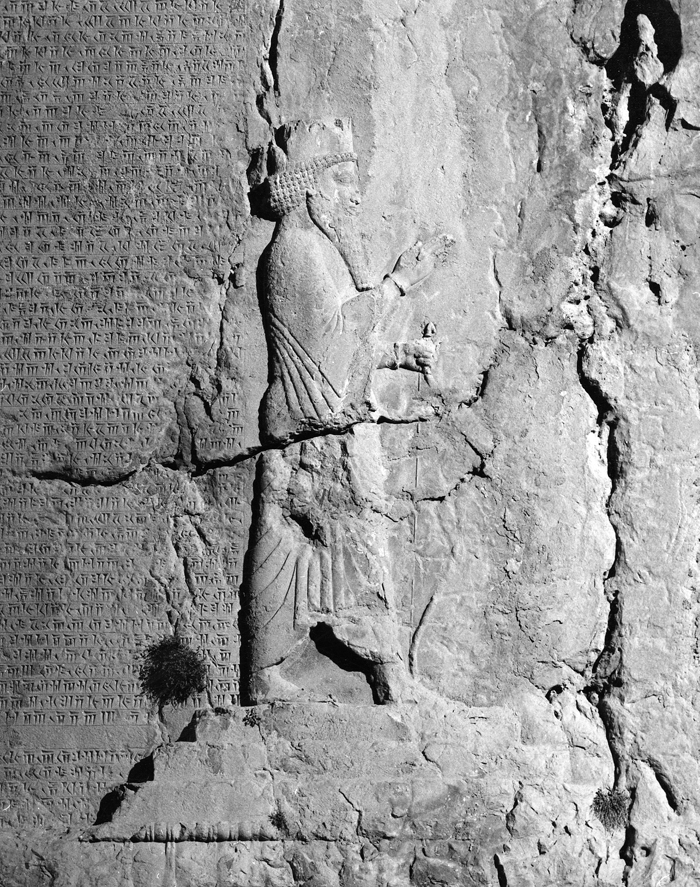

داریوش در مقام فرمانروایی جهانی، در بالا و کنار دیوارهٔ بیرونی آرامگاه خود با دو نبشتهٔ بزرگ که هریک به سه زبان فارسی باستان، عیلامی و اکدی نوشته شده، وصیتی معنوی از خود برجای گذاشته که در تاریخ خاورمیانه بی‌مانند است. نخستین نبشته در قسمت بالایی است و به DNa مشهور است و دومی بر کنار درگاه ورودی آرامگاه کنده شده و به‌نام DNb معروف می‌باشد. هردو نوشته جنبهٔ شاعرانه دارند و تجلی مؤثری از شخصیت و نبوغ داریوش‌اند و خصوصیات وی را به نیکی روشن می‌سازند. او نبشته‌اش را به دو بخش تقسیم کرده است. یکی نبشته‌ای همگانی و بیطرفانه (DNa) و دیگری، نوشته‌ای شخصی (DNb).
در زیر متن عیلامی، سنگ‌نبشته‌ای بیست و پنج سطری به خط آرامی وجود دارد که ارنست هرتسفلد در سال ۱۹۲۳ آن را تشخیص داد ولی این نبشته بسیار آسیب دیده و نمی‌توان چیز زیادی از آن دریافت اما والتر هنینگ در سطر چهارم آن، نام سلوکوس را تشخیص داد، بنابراین می‌بایست پیشینهٔ این سنگ‌نبشته به ۳۱۲ تا ۳۰۵ پیش از میلاد یعنی نزدیک به دویست سال پس از ساخت آرامگاه، باشد.
کتیبهٔ DNa
داریوش در سنگ‌نبشتهٔ DNa که دارای شش بند است، نخست اهورامزدا را ستایش می‌کند و اعلام می‌دارد که قدرت و شاهی را اهورامزدا به وی بخشیده است، پس از آن خود را معرفی می‌کند، سرزمین‌های فرمانروایی اش را نام می‌برد و تأکید می‌کند که چون اهورامزدا این سرزمین را آشفته دید، شاهی به آن ارزانی داشت، آنگاه در بند پایانی از دیگران می‌خواهد که از فرمان اهورامزدا پیروی کنند و شورش نکنند!
آشکار است که نه فقط وفاداری به شاه و حمایت از او خواست اهورامزدا معرفی می‌شود، بلکه همهٔ اعمال و اراده‌های شاه نیز با تأیید ایزدان است.
کتیبهٔ DNb
در سنگ‌نبشتهٔ DNb که در میان ستون‌های آرامگاه جای دارد، داریوش با صراحت بیشتری از خود و اهدافش می‌گوید. این نبشتهٔ داریوش، به‌صورت غریبی، شخص داریوش را در مرکز همهٔ اندیشه‌های سرزمینش قرار می‌دهد.
داریوش در این سنگ‌نبشته که ۱۲ بند دارد، پس از ستایش اهورامزدا، می‌گوید:
به‌خواست اهورامزدا من چنینم که راستی را دوست می‌دارم و بدی را دشمن!

دوست ندارم که توانا بر ناتوان ستم کند یا بزرگی از زیردستی زور بشنود.

هر آنچه زیباست، من آن را دوست دارم!

من دوست و بَردهٔ دروغ نیستم، تندخو نیستم.

حتی وقتی خشم مرا فرامی‌گیرد، با اراده‌ام آن را فرومی‌نشانم.
به گفتهٔ خانم هایدماری کخ، چنین بیانیه‌ای از زبان یک شاه در سدهٔ ششم پیش از میلاد به معجزه می‌مانَد.
داریوش در ادامهٔ سخنانش اشاره می‌کند که به هرکس فراخور کاری که کرده است، پاداش یا کیفر می‌دهد و از کسی که در حد توانش کار کند خشنود است. او از هوش بالا و توانایی‌های جسمی‌اش مانند توانایی اش در نبرد تن‌به‌تن، کاربرد هر دو دست و پا، سوارکاری، کشیدن کمان و نیزه‌زنی می‌گوید و تأکید می‌کند که نیزه‌زنی و کمانداری‌اش چه در حالت سواره و چه پیاده خوب است.
در دو بند پایانی، داریوش بی پروا رو به مردم کشورش می‌کند و از آن‌ها می‌خواهد که دریابند وی چگونه انسانی بوده و هنر و برتری‌اش چه بوده است و می‌گوید که مبادا آنچه به گوشتان رسید را دروغ و نادرست انگارید.

## رنگ‌آمیزی نقش‌ها
نقش‌های روی آرامگاه داریوش، سراسر رنگی بوده است که این مطلب خود از ویژگی‌های هنری نگاره‌ها و سنگ‌نبشته‌های این بنا حکایت دارد. چنان‌که اشمیت در دههٔ ۳۰ میلادی، آثار رنگ آبی را بر روی سرستون‌های آرامگاه و برخی از حرف‌های عیلامی و پارسی باستان سنگ‌نبشتهٔ بالایی تشخیص داده است و می‌افزاید آثار رنگ‌های قهوه‌ای، آبی، قرمز، و سبز بر لبهٔ طاقچه مانندی که اورنگ‌بران ردیف پایینی بر رویش ایستاده‌اند، می‌رساند که این پیکره‌ها را دقیقاً و جداگانه رنگ‌آمیزی کرده‌اند.
در پژوهش‌های سال ۱۳۸۲ هنگامی که کارشناسان بازسازی، پوسته‌های آهکی را که بارش باران و شرهٔ آب بر روی آرامگاه شاهان هخامنشی پدیدآورده بود برمی‌داشتند، دریافتند که همهٔ سطح آرامگاه داریوش رنگی بوده است و درون تمام نوشته‌های میخی با رنگ لاژِوَرد پر شده‌بوده و بیشتر نقش‌های برجسته به ویژه نقش برجستهٔ داریوش و خود آرامگاه سراسر رنگی بوده است.
رنگ آبی آرامگاه داریوش که به رنگ لاجوردی مصری مشهور است دارای فرمول شیمیایی CaCOSi۴O۱۰ (ترکیب عنصرهای سیلیسیم، مس، کلسیم و اکسیژن)، رنگ سبز با فرمول CuCO۳.Cu(OH)۲ (ترکیب مس، کربن، اکسیژن و هیدروژن) و رنگ قرمز هم با دو فرمول Fe۲O۳ (اکسید آهن ۲) و HgF (فلوئورید جیوه) ساخته شده‌اند.